# Caviglia (nautica)

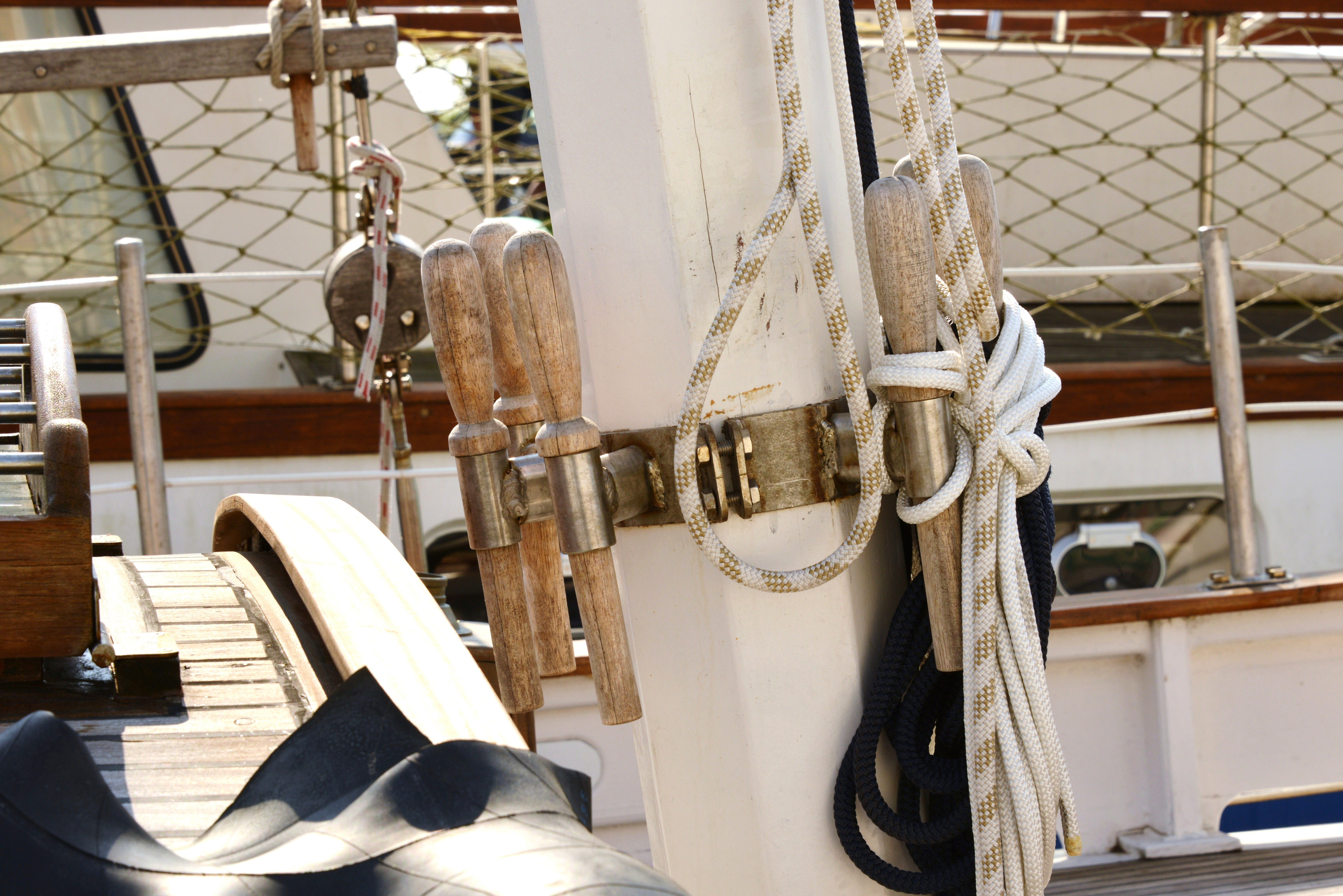
Cavigliera con caviglie intorno all'albero di mezzana d'una moderna goletta - fotografia del 2014.

Per caviglia (accrescitivo caviglio, caviglione o cavigliotto, diminutivo caviglietta o cavigliuolo), nella marineria velica, ci si riferisce ad un cavicchio, un piolo di legno robusto o metallo tornito dotato d'impugnatura, che s'inserisce, tramite un perno di base cilindrico finale, su apposite "cavigliere", un supporto fissato strategicamente al vascello (all'interno delle murate, intorno alla base degli alberi) o indipendenti, il c.d. "corrimano", appositamente forato in modo da poter inserire le caviglie stabilmente ma anche poterle estrarre altrettanto facilmente se necessario. Tale manovra veniva fissata a poppa di ciascun albero della nave e serviva a "dar di volta" (tramite sistemi di rinvio come pulegge o altro) al cordame di maneggio delle vele.

Sostituite in gran parte sulle navi moderne dai galleggi, le caviglie sono ancora utilizzate, in particolare sulle navi a vela quadra.
Con lo stesso termine si indicavano anche altri elementi fusiformi con un'estremità di sezione maggiore d'uso marinaresco. Nello specifico:
- i raggi (fissi) esterni delle ruote dei timoni di legno o ottone tornito, la cui impugnatura permetteva il governo della nave: per piccole correzioni di rotta si usava difatti l'espressione: «una, due...caviglie a dritta o a sinistra».[4]
- il piccolo pezzo di legno dotato di uno stroppo (una corda impiombata che circonda un pezzo di legno)[5] che chiude una corda e viene utilizzato, ad esempio, per essere inserito in un occhiello di vela o in un anello di corda.[6]

## Etimologia
Nelle lingue neolatine, la mazzetta in legno utilizzata per assicurare le funi lungo le murate è sempre chiamata "caviglia": oltre all'italiano, v.si lo spagnolo cabilla (e il catalano clavilla) o il francese cabillot. La probabile origine del nome è dal provenzale cavilla, da cui l'etimo italiano "cavicchia". Nelle lingue germaniche l'attrezzo è invece reso esplicitamente come "perno di sicurezza" o similari: inglese belaying pin; tedesco Belegnagel; olandese Korvijnagel (derivato da carviel nagels); ecc.

## Storia
Il momento certo d'invenzione o comunque introduzione della caviglia nell'attrezzatura nautica non è chiaro. Le caviglie erano sicuramente presenti al principio della Età delle scoperte e potrebbero quindi essere riconducibile allo Sviluppo marittimo iberico (1400-1600). Il dato certo è che spagnoli e portoghesi disponevano di specifici artigiani, i cabilladores, per la loro realizzazione.

## Descrizione

Schema di caviglia e cavigliera.

La caviglia è un'asta corta, solitamente arrotondata nella parte superiore e rastremata nella parte inferiore, di lunghezza compresa tra i 15 ed i 30 cm. Nei modelli antichi, era nettamente distinguibile la parte superiore in foggia d'impugnatura da quella inferiore, diritta; nei modelli recenti, la foggia è spesso quella di un cavicchio cuneiforme. Inizialmente, le caviglie erano realizzate in legno (es. bosso) ma a partire dal 1830 sono state sempre più spesso realizzate in metallo (ferro-acciaio o ottone) o in entrambi i materiali (testa in legno avvolta in foglia metallica rastremata verso il fondo). Vengono oggi utilizzati volutamente materiali e dimensioni diverse perché, soprattutto in condizioni di scarsa visibilità, la differenza di temperatura percepita dalla mano del marinaio tra il legno e il metallo consente di attribuire le corde alle rispettive caviglie più agevolmente.

## Utilizzo

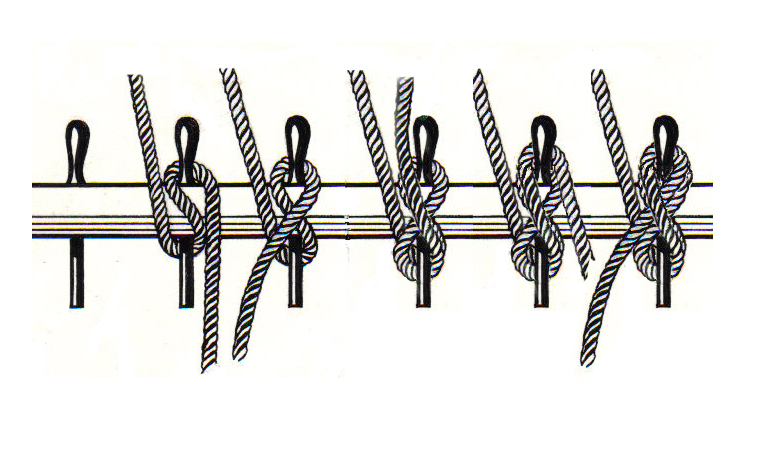
Schema di fissaggio della cima alla caviglia.

Inserita la caviglia nella cavigliera, si fa passare una corda sotto e dietro la base del perno, poi si prosegue attorno alla parte superiore, formando un 8, fino a completare almeno quattro giri: la regola mnemonica nella marineria britannica è «un abbraccio e tre baci» (en. one hug and three kisses). La cima in eccesso viene arrotolata e riposta ordinatamente prendendo un'ansa dalla parte superiore del trefolo finale, avvolgendola intorno sotto la cima, quindi torcendola una o più volte prima di far scivolare l'estremità attorcigliata sopra la parte superiore del perno di sicurezza per fissare la cima in posizione. Nelle parole del Guglielmotti (1812–1893):
(Guglielmotti 1889, Caviglia.)
Oltre all'uso convenzionale, la caviglia, in ragione della sua rassomiglianza con un manganello, poteva essere utilizzata come sostitutiva dello stesso quale strumento di disciplina o arma bianca a fini bellici o venatori (es. per spacciare un pesce finito sul ponte).